# Archibald Low
Profesor Archibald Montgomery Low (1888 – 13. září 1956) byl anglický inženýr, fyzik, vynálezce a autor více než 40 knih.
Byl nazýván "otcem radiových systémů" kvůli jeho průkopnické práci na řízených raketách, letadlech a torpédech. Byl průkopníkem v mnoha oblastech avšak často jeho cesta byla svedena, protože se nechal snadno zlákat novými nápady. Archibald M. Low byl jedním z prvních prognostiků televize na počátku dvacátých let dvacátého století.
V roce 1916 vynalezl první bezpilotní letoun, který pojmenoval Aerial Target (Vzdušný cíl).